# Read-Write Memory
Read-Write-Memory (RWM) je v informačních technologiích typ paměti určené pro čtení i zápis. Paměti určené pouze pro čtení obsahu jsou označeny jako ROM. Paměti RWM lze rozdělit do kategorií:
- s libovolným přístupem – RAM, adresovat lze libovolnou buňku paměti. Operační paměť.
- se sekvenčním přístupem – Data jsou čtena a zapisována v sekvenční posloupnosti s omezenou možností adresace (např. magnetopásková paměť, bublinková paměť).
- semipermanentní paměť – S omezeným zápisem, většinou lze přepisovat jen celou paměť nebo celý blok zároveň. Typický příklad je disk CD-RW nebo paměť EEPROM či FLASH. Disk CD-R(W) se chová pro zápis jako paměť se sekvenčním přístupem, pro čtení jako paměť s libovolným výběrem adresy.

## Poznámka
Paměť pro zápis a čtení s libovolným přístupem se v drtivé většině případů neoznačuje jako RWM-RAM, ale pouze jako RAM.